# 锯齿植物园
锯齿植物园（5英亩）是位于美国爱达荷州凯彻姆市75號州立高速旁的高海拔植物园。它对公众开放。
花园始建于1994年。今天，它有溪畔花园，观赏花园， 省水花园，研究区，展示多年生开花植物，草药和藤本植物的温室（1550平方英尺）以及主楼。
2005年8月，为了迎接2005年9月13日十四世达赖喇嘛造访，植物园内新建造了一个著名的花园，名叫无限慈悲花园。这个花园由来自科罗拉多州博尔德的禅宗大师与景观设计师Martin Mosko设计。这是一个高山花园，园内种植了蓝眼菊，芥菜，山金车，高山紫菀，罂粟花，兰花，耧斗菜，和野生蓝色亚麻，附带一个瀑布，反思池，和代表16个佛教罗汉的16块30吨的石头。一个重达800英磅（360）、包含一百万手写经文的藏式转经筒也被安放在该花园中。它由溪水驱动，而不是传统上的用手转动。达赖喇嘛在造访时也为这个转经筒祈福。